# Tetramolopium tenerrimum
Tetramolopium tenerrimum là một loài thực vật có hoa trong họ Cúc. Loài này được (Less.) Nees miêu tả khoa học đầu tiên.